# Gert-Dietmar Klause
,
Gert-Dietmar Klause   (Auerbach, 25 de març de 1945) és un esquiador alemany, ja retirat, especialista en esquí de fons, que va competir sota bandera de la República Democràtica Alemanya durant les dècades de 1960 i 1970.
Durant la seva carrera esportiva va prendre part en tres edicions dels Jocs Olímpics d'Hivern, el 1968, 1972 i 1976. En aquestes participacions destaca la medalla de plata guanyada en la cursa dels 50 quilòmetres als Jocs de 1976, així com la sisena posició en els 30 quilòmetres d'aquests mateixos Jocs i la sisena posició en el relleu 4x10 quilòmetres dels Jocs de 1972.
En el seu palmarès també destaquen dues medalles al Campionat del món d'esquí nòrdic, una d'or i una de plata, en les edicions de 1974 i 1970 respectivament. El 1975 es convertí en el primer no escandinau en guanyar la Vasaloppet. També guanyà vint campionats nacionals.